# イグナイトジャパン
株式会社イグナイト・ジャパンは、日本の独立系ベンチャーキャピタルであった。2014年解散。

## 概要
2000年から2014年までの間、資産規模53億円の「IT2000投資事業有限責任組合（通称：IT2000)」ファンドを東京海上キャピタルと共同運用し、成長産業（基本はIT系）のベンチャー企業に投資を実行していた。1社あたりの投資金額は1,000万円から8億円。社外取締役を派遣し、経営のサポートを行うハンズオン型ベンチャーキャピタルの代表格として知られる。
Chairmanは三井信雄、解散時の代表取締役社長は佐々木夏光であった。
主な投資先に、ADSLプロバイダーのアッカ・ネットワークス、流通システムのイーサポートリンクス、技術者向け情報サイトである@IT、ナレッジマネージメントソフトウェアのリアルコムがある。
米国のIGNITE Associates LLCの100%子会社である。